# 全日本弓道選手権大会
全日本弓道選手権大会（ぜんにほんきゅうどうせんしゅけんたいかい）は、全日本弓道連盟が毎年9月に開催する弓道日本一を決める大会。会場は中央道場（明治神宮）と神宮会館（伊勢神宮）との持ち回り。男子は1950年、女子は1968年に創設。男子の優勝者には天皇盃が、女子には皇后盃が授与される。2020年は中止。

## 形式
予選は得点制で一手2回4射の合計得点の上位20名が決勝進出。
決勝は一手5回10射の的中制。ただし最も多く的中数が複数者がいた場合は優勝者決定プレーオフ（射詰競射）で決定する。

## 過去の優勝者
| 回数   | 年度   | 男子            | 女子            |
| ------ | ------ | --------------- | --------------- |
| 第1回  | 1950年 | 小林藤左衛門    | 未開催          |
| 第2回  | 1951年 | 鈴木伊兵衛      | 未開催          |
| 第3回  | 1952年 | 高畠太郎        | 未開催          |
| 第4回  | 1953年 | 岡本勝美        | 未開催          |
| 第5回  | 1954年 | 井戸正美        | 未開催          |
| 第6回  | 1955年 | 石岡久夫        | 未開催          |
| 第7回  | 1956年 | 谷津六三郎      | 未開催          |
| 第8回  | 1957年 | 長尾武男        | 未開催          |
| 第9回  | 1958年 | 石岡久夫（2）   | 未開催          |
| 第10回 | 1959年 | 仁藤友次        | 未開催          |
| 第11回 | 1960年 | 増田巻二        | 未開催          |
| 第12回 | 1961年 | 鈴木三成        | 未開催          |
| 第13回 | 1962年 | 山本仲次        | 未開催          |
| 第14回 | 1963年 | 大窪哲雄        | 未開催          |
| 第15回 | 1964年 | 柳章三          | 未開催          |
| 第16回 | 1965年 | 真島巳則        | 未開催          |
| 第17回 | 1966年 | 重松信夫        | 未開催          |
| 第18回 | 1967年 | 志々目義宏      | 未開催          |
| 第19回 | 1968年 | 今村鯉三郎      | 小川喜代子      |
| 第20回 | 1969年 | 今村鯉三郎（2） | 大山高子        |
| 第21回 | 1970年 | 桑原稔          | 小岩井八重子    |
| 第22回 | 1971年 | 山本仲次（2）   | 河野年子        |
| 第23回 | 1972年 | 鈴木博          | 清田明子        |
| 第24回 | 1973年 | 原正一          | 池田邦子        |
| 第25回 | 1974年 | 鈴木三成（2）   | 藤原定子        |
| 第26回 | 1975年 | 本多政和        | 朝隈敏子        |
| 第27回 | 1976年 | 太田勝正        | 浅野公子        |
| 第28回 | 1977年 | 村川平治        | 朝隈敏子（2）   |
| 第29回 | 1978年 | 熊王進          | 中村浪子        |
| 第30回 | 1979年 | 澤田欣一        | 川村芳子        |
| 第31回 | 1980年 | 柴田猛          | 浜崎淳子        |
| 第32回 | 1981年 | 加藤出          | 加藤喜代子      |
| 第33回 | 1982年 | 岡崎廣志        | 田渕久子        |
| 第34回 | 1983年 | 本多政和（2）   | 前田多恵子      |
| 第35回 | 1984年 | 三村道昭        | 橋田節子        |
| 第36回 | 1985年 | 岡崎廣志（2）   | 朝隈敏子（3）   |
| 第37回 | 1986年 | 山下三ヶ十      | 塚本佳世        |
| 第38回 | 1987年 | 岡崎廣志（3）   | 高橋良子        |
| 第39回 | 1988年 | 吉本清信        | 羽田幹枝        |
| 第40回 | 1989年 | 村川平治（2）   | 仰木洋子        |
| 第41回 | 1990年 | 斉藤清          | 佐竹明美        |
| 第42回 | 1991年 | 宇佐美義光      | 田中恵美子      |
| 第43回 | 1992年 | 増渕敦人        | 今村康子        |
| 第44回 | 1993年 | 本多政和（3）   | 相京清子        |
| 第45回 | 1994年 | 川名修徳        | 齋藤往子        |
| 第46回 | 1995年 | 村川平治（3）   | 佐竹万里子      |
| 第47回 | 1996年 | 佐藤俊彦        | 柏木栄美子      |
| 第48回 | 1997年 | 土佐正明        | 青木節子        |
| 第49回 | 1998年 | 正法地清        | 佐竹明美（2）   |
| 第50回 | 1999年 | 吉本清信（2）   | 渡辺晴美        |
| 第51回 | 2000年 | 江郷國紘        | 佐竹万里子（2） |
| 第52回 | 2001年 | 本多政和（4）   | 佐竹万里子（3） |
| 第53回 | 2002年 | 石井勝之        | 齋藤往子（2）   |
| 第54回 | 2003年 | 正法地清（2）   | 佐竹明美（3）   |
| 第55回 | 2004年 | 本多政和（5）   | 小島明美        |
| 第56回 | 2005年 | 細川孝夫        | 齊藤美智子      |
| 第57回 | 2006年 | 戸羽久之        | 菊池真理子      |
| 第58回 | 2007年 | 吉澤喜芳        | 齋藤往子（3）   |
| 第59回 | 2008年 | 川名修德（2）   | 立野知己        |
| 第60回 | 2009年 | 安倍智          | 降旗奉子        |
| 第61回 | 2010年 | 江郷國紘（2）   | 山田直美        |
| 第62回 | 2011年 | 細川孝夫（2）   | 月輪由紀子      |
| 第63回 | 2012年 | 才川義昭        | 齋藤往子（4）   |
| 第64回 | 2013年 | 滝上三郎        | 藤野小百合      |
| 第65回 | 2014年 | 平澤敏弘        | 蕪木由紀枝      |
| 第66回 | 2015年 | 土佐正明（2）   | 小牧佳世        |
| 第67回 | 2016年 | 小原裕幸        | 斉藤美智子（2） |
| 第68回 | 2017年 | 中條大輔        | 前田かおり      |
| 第69回 | 2018年 | 鹿野伸一        | 斉藤美智子（3） |
| 第70回 | 2019年 | 石川嵩          | 村川春圭        |
| 第72回 | 2021年 | 石川嵩（2）     | 金田由紀        |
| 第73回 | 2022年 | 山本亮介        | 三澤京子        |
| 第74回 | 2023年 | 原田友康        | 田中慶子        |
| 第75回 | 2024年 | 山田勝也        | 有澤千秋        |